# Francisco Varallo
Francisco Antonio "Pancho" Varallo  (5. února 1910, La Plata – 30. srpna 2010, La Plata) byl argentinský fotbalista. Nastupoval povětšinou na postu středního útočníka. Měl přezdívku El Cañoncito (Malý kanón).
S argentinskou fotbalovou reprezentací získal stříbrnou medaili na historicky prvním mistrovství světa roku 1930. Vyhrál též mistrovství Jižní Ameriky roku 1937. Za argentinský národní tým odehrál celkem 16 utkání a vstřelil 7 gólů.
V sezóně 1933 se stal nejlepším střelcem argentinské ligy. Celkem v ní nastřílel 180 branek v 209 zápasech. Čtyřikrát se stal mistrem Argentiny (1929, 1931, 1934, 1935), jednou s Gimnasia de La Plata, třikrát s CA Boca Juniors.
Roku 2010 získal jako „legenda fotbalu“ ocenění Golden Foot, čímž byl uveden do elitního klubu nejlepších fotbalistů historie.
Dožil se sta let, zemřel jako poslední z účastníků prvního mistrovství světa.